# You Never Can Tell (chanson)
Pour les articles homonymes, voir C'est la vie et You Never Can Tell.
Clip vidéo
[vidéo] « Chuck Berry - C'est la vie Live (1972) », sur YouTube
[vidéo] « Pulp Fiction - You Never Can Tell (1994) », sur YouTube
C'est la vie ou You Never Can Tell ou Teenage Wedding (On ne sait jamais, ou mariage d’adolescent, en anglais) est une chanson d'amour pop rock-twist-rock 'n' roll, de l'auteur-compositeur-interprète-guitariste américain Chuck Berry, 6e chanson-single de son 10e album St. Louis to Liverpool, de 1964, 14e place du Billboard Hot 100 américain 1964. Ce tube connait un nouveau succès international en 1994, avec sa reprise pour la musique du film Pulp Fiction, de Quentin Tarantino (Palme d'or au Festival de Cannes 1994).

## Histoire
Le pionnier star du rock 'n' roll Chuck Berry (1926-2017) écrit et compose cette chanson d'amour sur le thème du mariage (avec quelques mots et expressions en français) durant ses 20 mois passés dans un pénitencier fédéral de l'Indiana, pour possession illégale d'arme dans sa Cadillac Eldorado rouge cerise, en compagnie d'une jeune femme prostituée mineure de sa boîte de nuit Berry's Club Bandstand de Saint-Louis (Missouri) (où il est né). Il enregistre son album d'inspiration biographique St. Louis to Liverpool chez Chess Records de Chicago (inspiré de sa vie et de la British Invasion des années 1960) qu'il publie avec succès après sa sortie de prison d'octobre 1963. 

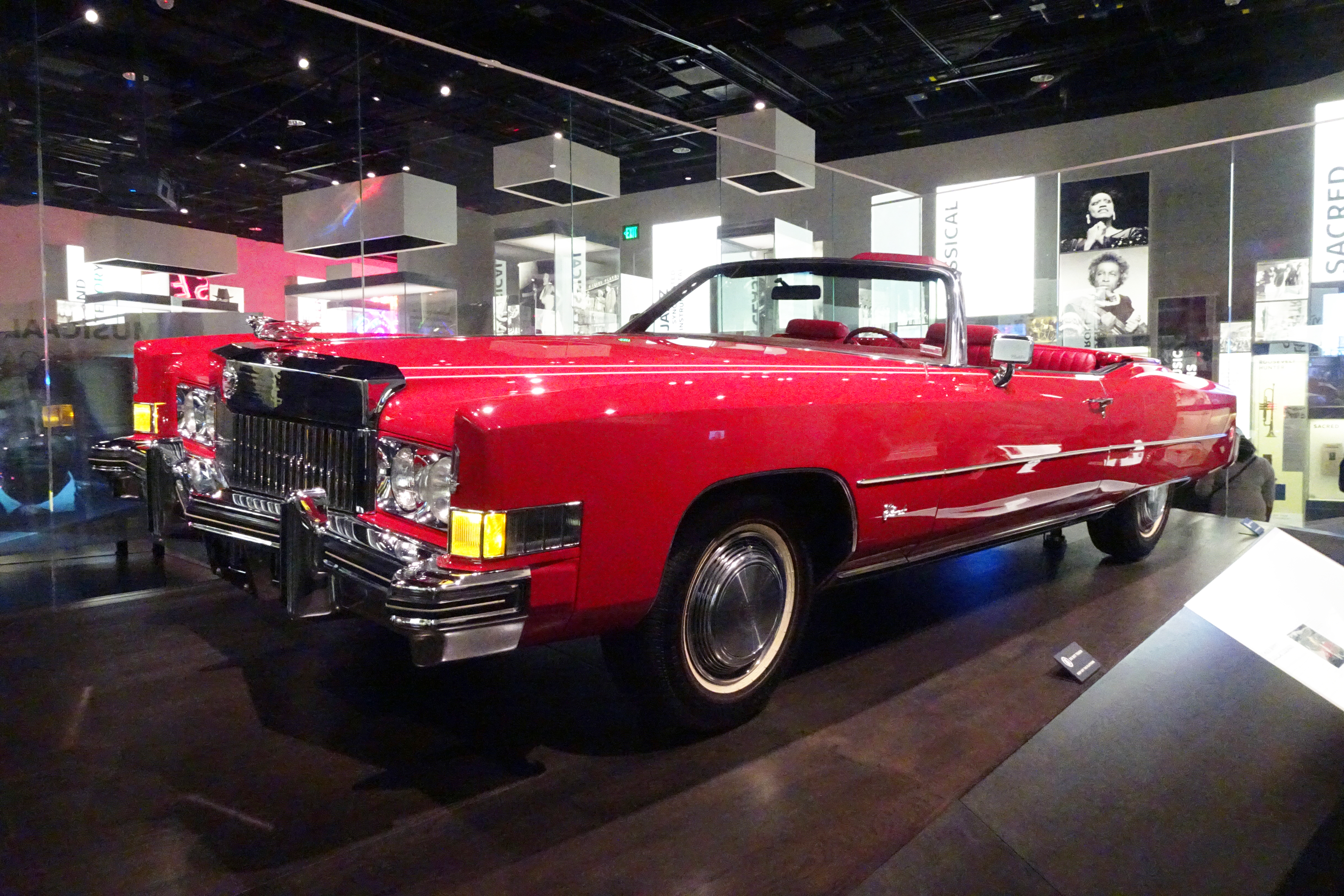
Cadillac Eldorado rouge de Chuck Berry.

« On ne sait jamais, c'était un mariage d'adolescents, et leurs parents leur ont souhaité du bon, on pouvait voir que Pierre était vraiment amoureux de mademoiselle, et les jeunes monsieur et madame ont fait sonner la cloche de l'église, c'est la vie disent les parents, ça prouve qu'on ne sait jamais. Ils ont meublé leur appartement lors d'une vente de Roebuck, le réfrigérateur était plein de plateaux repas TV et de ginger ale, et quand Pierre a trouvé du travail, son petit revenu est bien tombé, ils avaient une chaîne stéréo, qu'ils ont mise à fond, sept cents disques, tous du rock, rythmé et jazzy, mais quand le soleil s'est couché le tempo de la musique s'est effacé, ils ont acheté une grosse voiture, elle était d'un rouge cerise 1953, ils l'ont conduite jusqu'à La Nouvelle-Orléans pour fêter leur anniversaire, c'était là que Pierre s'était marié à la jolie demoiselle...  ».

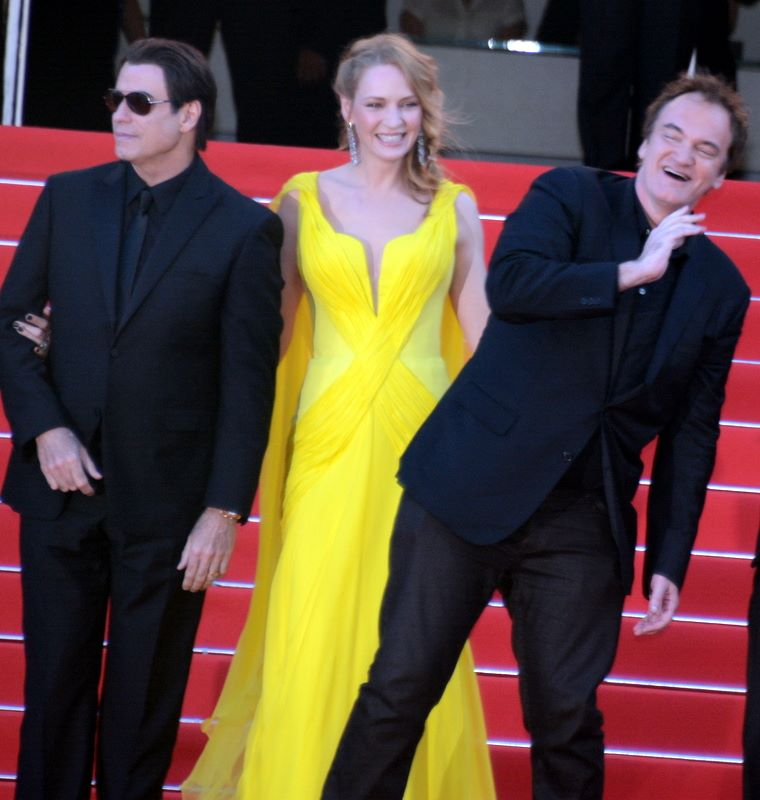
John Travolta, Uma Thurman, et Quentin Tarantino, au Festival de Cannes 2014.

## Reprises
Ce tube est repris par de nombreux interprètes et groupes, dont Bruce Springsteen, Bob Seger, Emmylou Harris, Chely Wright, John Prine, Vic Laurens, Status Quo, New Riders of the Purple Sage, The Dukes of September et Jerry García Band...
Il est également repris (avec entre autres Misirlou de Dick Dale de 1963) pour une des scènes de danse culte de l'histoire du cinéma, avec la bande originale du film Pulp Fiction, de Quentin Tarantino, de 1994 : Mia Wallace (Uma Thurman) veut remporter avec Vincent Vega (John Travolta) le concours de twist de son restaurant favoris Jack Rabbit Slim's (de style années 1950) où ce dernier l'accompagne.
Reprise d'Eddy Mitchell sur l'Album Country-Rock en 2021

## Au cinéma
- 1994 : Pulp Fiction, de Quentin Tarantino (concours de twist du Jack Rabbit Slim's, avec Uma Thurman et John Travolta).